# Parc zoologique de Phnom Tamao
Le Parc zoologique de Phnom Tamao et son centre de sauvetage de faune (Wildlife Rescue Centre) sont situés à environ 45 kilomètres au sud de Phnom Penh au Cambodge.
Le parc a été ouvert officiellement en 2000 par le premier ministre Hun Sen.
Il s'étend sur 2 285 hectares qui sont considérés comme zone forestière protégée. Le centre de sauvetage a pour objectif de sauver des espèces rares qui ont été piégées par des braconniers ou confisquées à des trafiquants. Actuellement, le parc contient au moins 96 espèces d'oiseaux, de mammifères et de reptiles, pour un total de près de 1000 animaux.

Le site surplombe Tonlé Bati, son lac et ses temples, à quelques kilomètres au nord.

Quelques animaux du parc zoologique
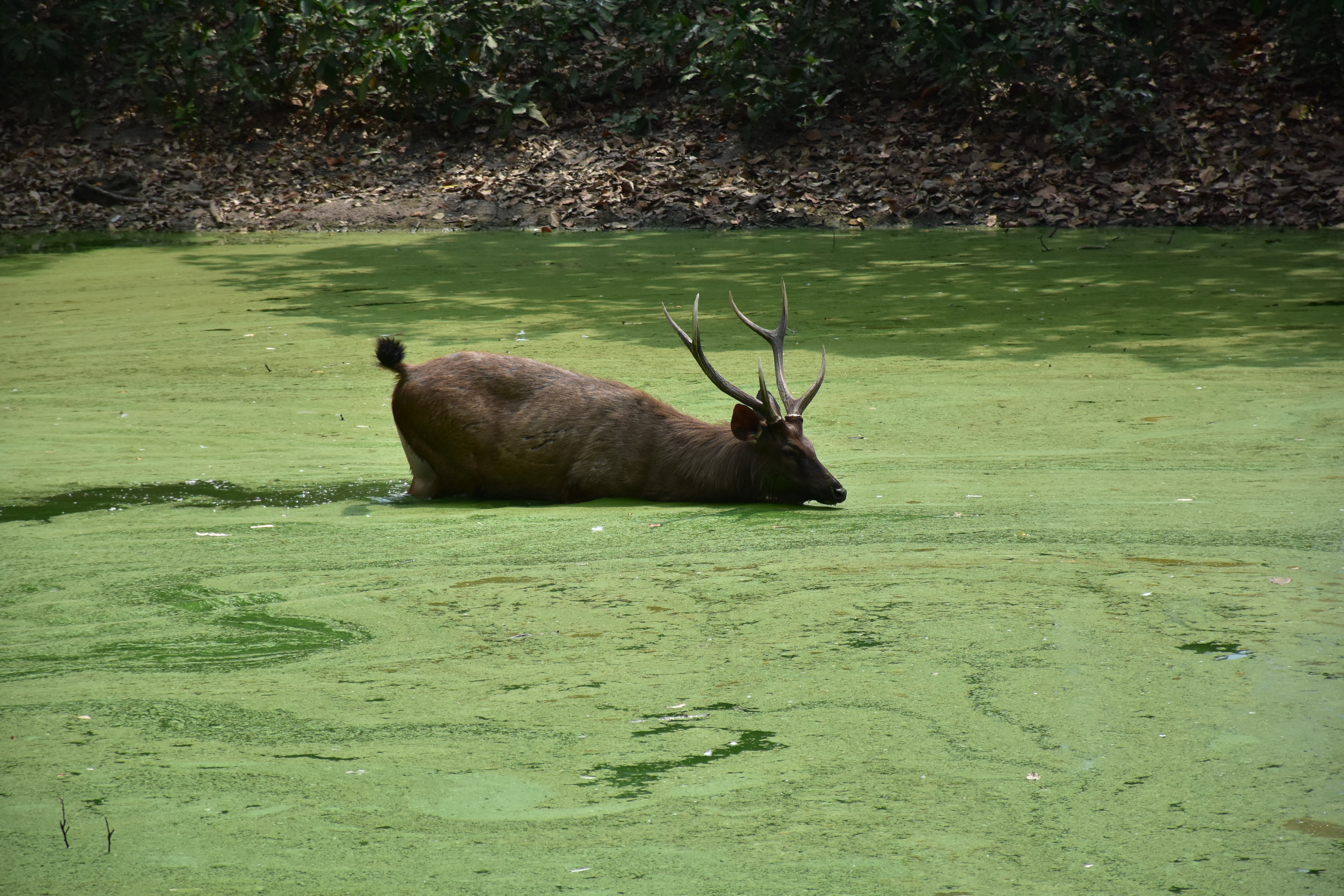
Cerf Sambar
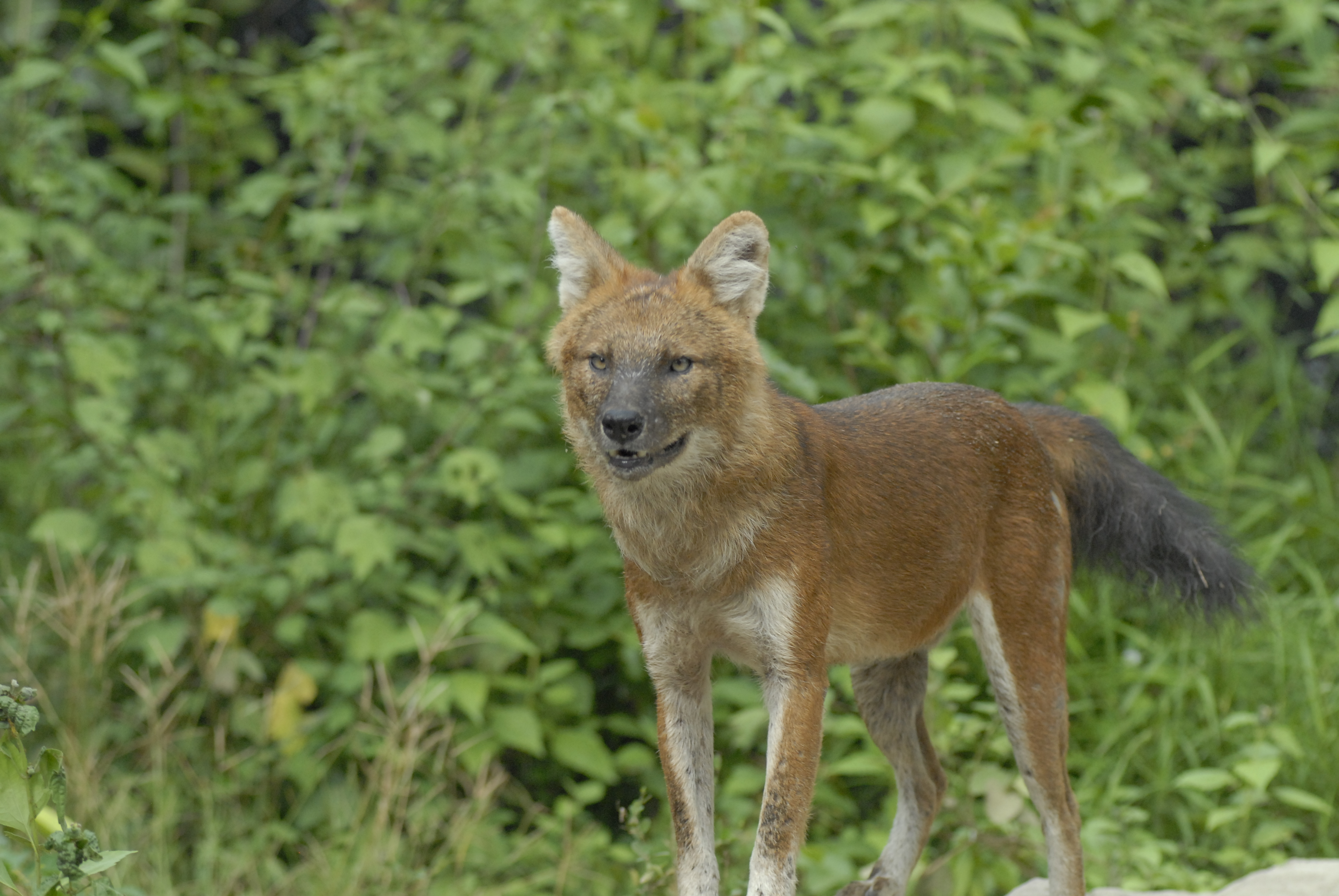
Dhole
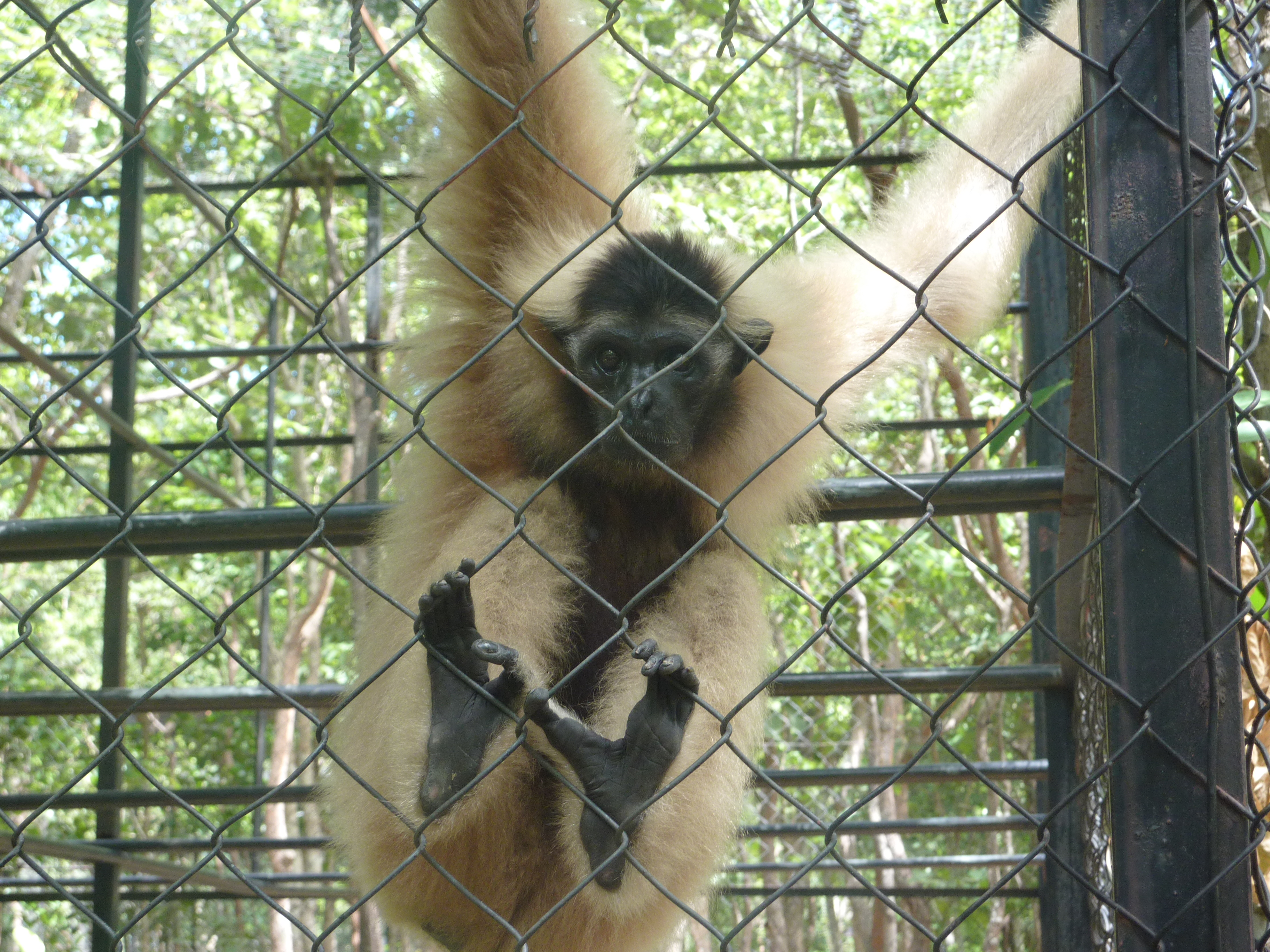
Gibbon à bonnet